# Kattanabhavi, Belgaum
Kattanabhavi là một làng thuộc tehsil Belgaum, huyện Belgaum, bang Karnataka, Ấn Độ.